# Список Героев Советского Союза (Васильченко — Виноградов)
В настоящем списке представлены в алфавитном порядке все Герои Советского Союза, чьи фамилии начинаются с буквы «В» (всего 488 человек, из них шесть удостоены звания дважды). Список содержит даты Указов Президиума Верховного Совета СССР о присвоении звания, информацию о роде войск, должности и воинском звании Героев на дату представления к присвоению звания Героя Советского Союза, годах их жизни.
Ударения в фамилиях Героев приведены по книге «Герои Советского Союза: Краткий биографический словарь / Пред. ред. коллегии И. Н. Шкадов. — М.: Воениздат, 1987. — Т. 1 /Абаев — Любичев/. — 911 с. — 100 000 экз. — ISBN отс., Рег. № в РКП 87-95382.».
- Персиковым цветом  в таблице выделены Герои, удостоенные звания дважды и более раз.
- Серым цветом  в таблице выделены Герои, представленные к званию посмертно.

| Навигационная таблица | Навигационная таблица                   |
| --------------------- | --------------------------------------- |
| «В»                   | Вавилин Алексей — Васильченко Александр |
| «В»                   | Васильченко Алексей — Виноградов Андрей |
| «В»                   | Виноградов Вячеслав — Волков Николай    |
| «В»                   | Волков Павел — Вяткин Зосим             |

| Навигационная таблица | Навигационная таблица                   |
| --------------------- | --------------------------------------- |
| «В»                   | Вавилин Алексей — Васильченко Александр |
| «В»                   | Васильченко Алексей — Виноградов Андрей |
| «В»                   | Виноградов Вячеслав — Волков Николай    |
| «В»                   | Волков Павел — Вяткин Зосим             |